# Dorp aan de rivier (film)
Dorp aan de rivier is een Nederlandse film uit 1958. Het is een verfilming van het boek Dorp aan de rivier van Antoon Coolen. De film kreeg als internationale titel Village by the River.
De film trok circa 300.000 bezoekers

## Verhaal
Het verhaal draait rond de dorpsdokter, die een eigenaardige manier van werken heeft. Hij heeft het voornamelijk aan de stok met de plaatselijke notabelen, maar is goed voor zijn zieke medebewoners. De film volgt ook andere personen uit het gehucht aan de rivier, zoals een molenaarsknecht die zelfmoord pleegt, waarna er een vreemde nachtwake bij zijn lijk wordt gehouden door vier mannen die zich volgooien met drank.

## Rolverdeling
| Acteur           | Personage              |
| ---------------- | ---------------------- |
| Max Croiset      | Dokter Tjerk van Taeke |
| Mary Dresselhuys | Mevrouw van Taeke      |
| Bernard Droog    | Cis den Dove           |
| Jan Retèl        | Thijs van Erpen        |
| Jan Teulings     | Burgemeester           |
| Jan Lemaire sr.  | Willem                 |
| Hans Kaart       | Sjef                   |
| Herman Bouber    | Nardje                 |
| Lou Geels        | Veldwachter            |

## Prijzen
- Genomineerd voor een Oscar - voor beste niet-Engelstalige film
- Genomineerd voor een Zilveren Beer - voor beste film

## Trivia
- Het was Rademakers eerste langspeelfilm.
- Het dorp is gebaseerd op het Brabantse dorp Lith.